# 蒸気船ウィリー
『蒸気船ウィリー』（じょうきせんウィリー、原題：Steamboat Willie）は、1928年11月18日にアメリカ合衆国で公開されたディズニー制作の短編アニメーション作品である。
ミッキーマウスの短編映画シリーズとして最初に公開された作品である。

## 概要

序盤のミッキーマウスが口笛を吹く有名な場面

世界初のトーキー・アニメーション、つまり音声つきのアニメーション作品であるという評価がなされることが多いが、正確にはこれは間違いである。この作品以前にマックス・フライシャーが経営していたインクウェル・スタジオの『ソング・カー・テューンズ（Song Car-Tunes、1924年 - 27年）（全36作品中19作品がトーキー）』ポール・テリーの『ディナー・タイム（Dinner Time、1928年）』などが既に音声つきアニメーションとして制作されている。『蒸気船ウィリー』の価値は、サウンドトラック方式を世界で初めて採用したところにある。
一般的には、この作品がミッキーマウスとミニーマウスのデビュー作とされているため、公開日の11月18日はミッキーとミニーの誕生日、もしくはスクリーンデビューの日となっている。厳密には本作の前に作られた『プレーン・クレイジー』と『ギャロッピン・ガウチョ』に出演しているが、公開は本作が最初だった。
ウォルト・ディズニーは『オズワルド・ザ・ラッキー・ラビット』の版権をユニバーサル映画に奪われてから、信頼するアニメーターであったアブ・アイワークスと共に新たなキャラクター、ミッキーマウスを考案した。当時の主流はサイレント映画であり、ミッキーを主役にしたサイレント映画を数本作ったが、配給会社には受け入れられなかった。しかし1927年に世界初のトーキー映画である『ジャズ・シンガー』が公開され、トーキーがこれからの主流になっていくと確信したウォルトはアニメでもトーキーを利用できないかと考え、当時サイレント映画用に作っていた『蒸気船ウィリー』をトーキー映画として作り直す。ニューヨークのコロニー・シアター（現：ブロードウェイ・シアター）で公開された本作はまさに大成功を喫し、その後のディズニーの基盤となった。ミッキーは裸足で素手だったものが、この映画の中で靴を履いている。
配給業者さがしに難航した本作であるが、封切られてからはプレスや観客の評判を呼び、映像と音声を完璧にシンクロさせた画期的・独創的な手法が評価された。
2007年公開の長編作品『ルイスと未来泥棒』以降、ウォルト・ディズニー・アニメーション・スタジオ制作のアニメーション作品のオープニングロゴタイトルとして、本作の1カットを使ったものが新たに製作、使用されている。

## あらすじ
とある貨物の蒸気船。ミッキーは口笛で「Steamboat Bill」を吹きながら機嫌よく船を操縦していたが、船長のピートに許可なく勝手に操縦していたため叱られる。
港に着いた船は牛や七面鳥と言った家畜をミッキーの手伝いでクレーンを使って積み込んで出港するが、遅れてやってきたミッキーの恋人・ミニーが置いてけぼりを食らう。ミッキーはクレーンを操作してなんとか彼女を救い上げるものの、その時彼女が持っていた楽譜や楽器が床に散らばり、全部山羊に食べられる。ところが不思議なことに、山羊はそれを食べたせいかオルゴールに変身する。そこでミニーが尻尾を回すと、わらの中の七面鳥が流れだす。楽しくなってきたミッキーはバケツやスプーン、果ては猫やアヒル、豚、牛まで楽器代わりにして大騒ぎする。
しかし調子に乗りすぎて、またしてもピートに叱られ、今度は罰として夕食の料理に使うジャガイモの皮をむく羽目となる。船窓からその無様な様子を見たオウムはミッキーをあざ笑う。腹が立ったミッキーはジャガイモをオウムに投げつけて外に突き落とし、その声を聞いて満足げに笑う。

## スタッフ
- 製作・監督：ウォルト・ディズニー
- 作画：アブ・アイワークス、レス・クラーク、ジョニー・キャノン、ウィルフレッド・ジャクソン

## キャスト
| 役名           | 原語版               | 旧吹き替え版 | 新吹き替え版 |
| -------------- | -------------------- | ------------ | ------------ |
| ミッキーマウス | ウォルト・ディズニー | 後藤真寿美   | 原語版流用   |
| ミニーマウス   | ウォルト・ディズニー | 下川久美子   | 原語版流用   |
| ピート         | ウォルト・ディズニー | 内田稔       | 原語版流用   |
| オウム         | ウォルト・ディズニー | ?            | 原語版流用   |
| ナレーター     | なし                 | 土井美加     | なし         |

## 著作権
製作されたアメリカ合衆国ではタイトルカードに著作権標記が入り、著作権登録が行われたこと、更に著作権延長法によって保護期間が延長されたことから、2023年12月31日（公開後95年の年末）まで著作権が保持された。
2024年1月1日にディズニーによる著作権保護が終了した直後、本作品に登場するミッキーマウスをテーマとしたホラー映画やホラーゲームの制作が相次いで発表された。
なお、日本国内の著作権法では公開後50年と戦時加算10年強を含めても60年以上が経過しているため、1989年5月の時点でパブリックドメインとなっており、2000年代以降複数のパブリッシャーによってパブリックドメインDVD化もされている。
なお、本作でデビューしたミッキーマウスやミニーマウス自体は商標で保護されているが、商標権の侵害となるのは商品の目印となる使い方であり、商用目的であろうと著作物の題号は商標ではないため、ミッキーマウスやミニーマウスを題号に含んだ作品の販売は商標権の侵害にはあたらず自由である。

## カットされたシーン
現在流通している本作のビデオソフトの中には一部シーンがカットされているものがある。ミッキーマウスが動物の鳴き声などを用いて『オクラホマミキサー』を演奏するシークエンスにおける、「母豚の乳を吸っている仔豚の尻尾を引いて鳴き声で曲を演奏する」シーンに続く「母豚の体を持ち上げて仔豚を振り落とし、振り落とされなかった仔豚を蹴り飛ばして母豚の乳房を楽器のように弄り母豚の鳴き声で曲を演奏する」というシーンである。カットされているバージョンにおいては、BGMがブツ切りにならないように編集がされておりカットされたことが分からないようにされている。ちなみにカットされているシーンは 『ミッキーマウス／B&Wエピソード Vol.1 限定保存版』『ディズニープラス』『セレブレーション! ミッキーマウス』で見ることができる。

## 日本での公開

### 上映
- 1930年5月19日[8]

### 収録
- 『ミッキー ザ・グレーテスト・ヒッツ』（VHS、ブエナ ビスタ ホーム エンターテイメント）
- 『ミッキーマウス／B&Wエピソード Vol.1 限定保存版』（DVD、ブエナ ビスタ ホーム エンターテイメント）
- 『ミッキーマウス DVD BOX Vol.1』（DVD、宝島社）
- 『セレブレーション! ミッキーマウス』（DVD・BD、ウォルト・ディズニー・ジャパン）
- 『ミッキー＆ミニー クラシックコレクション』（BD、ウォルト・ディズニー・ジャパン）

## 備考
- 本作は『Gang War』（邦題：ギャング・ワー）の併映作品として公開された。
  - 『Gang War』の邦題は『ギャング・ワー』として取り扱われる事が多いが、本来「war（s）」の読みを日本語に書き表す際には「ウォー（ズ）」と表記するのが一般的であり、そちらの方が英語の発音に近い。
- 劇中のミッキーやミニー、ピートなど全ての声をウォルト自身が演じている。
- 本作の原題『Steamboat Willie』は、1928年公開の映画『Steamboat Bill, Jr.』（邦題：キートンの蒸気船）のパロディである。
  - 内容も同作品のパロディとなっている。
  - なお、『キートンの蒸気船』のタイトルも1910年代のアメリカのヒット曲「Steamboat Bill」にちなんでおり、この楽曲は『蒸気船ウィリー』の冒頭でミッキーマウスが口笛で演奏している。